# Igor Łysyj
Igor Iljicz Łysyj, ros. Игорь Ильич Лысый (ur. 1 stycznia 1987 w Swierdłowsku) – rosyjski szachista, arcymistrz od 2007 roku.

## Kariera szachowa
Wielokrotnie startował w finałach mistrzostw Rosji juniorów w różnych kategoriach wiekowych, był również reprezentantem kraju na mistrzostwach świata juniorów do 16 lat (Kalitea 2003, VIII miejsce) oraz na olimpiadzie juniorów do 16 lat (Denizli 2003, na turnieju tym zdobył srebrny medal za indywidualny wynik na V szachownicy).
W 2002 r. zajął II m. (za Siergiejem Wokariewem) w kołowym turnieju w Niżnym Tagile, w 2004 r. podzielił I m. (wspólnie z Igorem Kurnosowem i Jewgienijem Swiesznikowem) w otwartym turnieju w Czelabińsku oraz zwyciężył w kolejnym turnieju, rozegranym w Niżnym Tagile. W 2005 r. zdobył tytuł mistrza Rosji studentów. W 2006 r. wypełnił trzy normy na tytuł arcymistrza, na turniejach w Niżnym Tagile (dz. I m. wspólnie z Romanem Owieczkinem), Tomsku i Saratowie (dz. II m. za Borysem Sawczenko, wspólnie m.in. z Dmitrijem Swietuszkinem, Mychajło Ołeksijenko, Pawłem Smirnowem i Armanem Paszikjanem). W 2007 r. zwyciężył w turnieju Młodych Mistrzów w Hengelo, w 2008 r. zdobył w Nowokuźnieck tytuł wicemistrza świata studentów, natomiast w 2009 r. podzielił I m. (wspólnie m.in. z Siergiejem Wołkowem, Dmitrijem Boczarowem, Denisem Chismatullinem i Dmitrijem Kokariewem) w Woroneżu. Na przełomie 2009 i 2010 r. odniósł kolejny sukces, dzieląc I m. (wspólnie z Eduardasem Rozentalisem, Radosławem Wojtaszkiem, Pawiełem Ponkratowem i Lukiem McShane’em) w tradycyjnym turnieju Rilton Cup w Sztokholmie. W 2012 r. samodzielnie zwyciężył w turnieju Moscow Open w Moskwie. W 2014 r. zajął IX m. w rozegranych w Erywaniu indywidualnych mistrzostwach Europy. W 2014 odniósł największy sukces w karierze, zdobywając w Kazaniu złoty medal indywidualnych mistrzostw Rosji.
Najwyższy ranking w dotychczasowej karierze osiągnął 1 stycznia 2015 r., z wynikiem 2700 punktów zajmował wówczas 45. miejsce na światowej liście FIDE, jednocześnie zajmując 12. miejsce wśród rosyjskich szachistów.